# Fenchlorphos
Fenchlorphos ist eine chemische Verbindung aus der Gruppe der Thiophosphorsäureester.

## Verwendung
Fenchlorphos wird als Insektizid gegen Ektoparasiten und Endoparasiten wie z. B. Dasselfliegen eingesetzt. Das Europäische Arzneibuch legt als Grenzwert für Fenchlorphos-Rückstände in pflanzlichen Drogen 0,1 mg·kg−1 fest.